# Druhý impeachment Donalda Trumpa
Druhý impeachment Donalda Trumpa byl spuštěn v lednu 2021 v návaznosti na útok na Kapitol Spojených států amerických. Sněmovna reprezentantů odhlasovala dne 13. ledna 2021 poměrem hlasů 235 ke 197 impeachment prezidenta Trumpa a ten se tak stal jediným prezidentem v historii Spojených států, který čelil ústavní žalobě dvakrát během svého mandátu. Konečné rozhodnutí o jeho odvolání z funkce má Senát, kde proběhne soud. Tam musí pro konečný verdikt hlasovat dvě třetiny přítomných senátorů a výsledkem hlasování může být i zákaz vykonávat v budoucnosti jakékoli státní funkce. Dne 13. února 2021 byl Senátem toho času již exprezident Trump osvobozen.

## Pozadí
Dne 6. ledna 2021, kdy bylo zahájeno společné zasedání Kongresu, tzn. Sněmovny reprezentantů a Senátu Spojených států, aby potvrdilo odevzdané hlasy volitelů a volbu nového prezidenta, napadl dav Trumpových příznivců budovu Kapitolu. Jednání muselo být přerušeno a poslanci i viceprezident Pence byli evakuováni na bezpečné místo. Trumpovým příznivcům se podařilo proniknout do budovy, kde se fyzicky střetli se členy ochranky. Někteří pronikli do jednacího sálu nebo kanceláře předsedkyně Sněmovny reprezentantů Nancy Pelosiové. Primátorka Washington, D.C. vyhlásila výjimečný stav a zákaz vycházení od 18 hod. Prezident Trump nakonec po výzvách republikánských senátorů odsoudil násilnosti a protiprávní jednání svých příznivců. Do Washingtonu zástupce Pentagonu povolal 1 100 ozbrojených členů Národní gardy.
Donald Trump svým příznivcům, kteří obsadili Kapitol, vzkázal prostřednictvím videa, že mu byly volby, ve kterých s převahou vyhrál, ukradeny. Sice je vyzval, aby šli domů a neporušovali pořádek, ale zároveň vůči nim prohlásil, že jsou „velmi speciální“ a že „je milujeme“.
Po útoku na Kapitol se mezi členy Kongresu vyskytly snahy o odvolání prezidenta před 20. lednem, kdy měl úřad předat Joe Bidenovi. Mezi možnostmi bylo přimět samotného Trumpa k rezignaci, odvolat ho na základě 25. dodatku Ústavy pro neschopnost vykonávat funkci, nebo v pořadí druhý impeachment. 25. dodatek umožňuje viceprezidentovi odvolat prezidenta z funkce, pokud by tento krok podpořila většina z 15 ministrů vlády. Viceprezident Mike Pence by tak dokončil mandát jako úřadující prezident USA. Viceprezident Mike Pence s tím nicméně nesouhlasí.
Dvě po sobě následující memoranda od amerických zahraničních diplomatů a od 175 úředníků Ministerstva zahraničí USA, adresovaná Mike Pompeovi, vyzývala k neprodleným konzultacím vlády USA o aktivaci 25. dodatku Ústavy. Zároveň požadovala, aby byl Donald Trump výslovně uveden jako iniciátor nepokojů, které vyústily v útok na Kapitol.

## Proces
Sněmovna reprezentantů Spojených států amerických se sešla 11. ledna 2021, aby projednala návrh na odvolání prezidenta Trumpa z funkce. Republikáni odložili hlasování o žádosti Demokratů, aby viceprezident Mike Pence uplatnil 25. dodatek Ústavy. Demokraté proto formulovali ústavní stížnost, ve které obviňují prezidenta Trumpa, že „inicioval násilí proti vládě Spojených států“. Při násilném vniknutí Trumpových příznivců do budovy Kapitolu přišlo o život pět lidí, z toho dva policisté. Sněmovna má text stížnosti projednat ve středu 13. ledna a pokud ji schválí, je rozhodnutí o impeachmentu v rukách Senátu. Donald Trump je prvním prezidentem USA, který během své funkce čelí dvěma návrhům na impeachment. Pokud by byl impeachment schválen až poté, co Donald Trump odejde z funkce prezidenta, ztratil by státní penzi 200 000 dolarů ročně, nárok na úhradu cestovních nákladů i ochranu tajné služby.
Sněmovna reprezentantů odhlasovala dne 13. ledna 2021 poměrem hlasů 235 ke 197 impeachment prezidenta Trumpa a ten se tak stal jediným prezidentem v historii Spojených států, který čelil ústavní žalobě dvakrát během svého mandátu. Konečné rozhodnutí o jeho odvolání z funkce má Senát, kde proběhne soud. Tam musí pro konečný verdikt hlasovat dvě třetiny přítomných senátorů a výsledkem hlasování může být i zákaz vykonávat v budoucnosti jakékoli státní funkce.
Předseda tehdejší senátní většiny, republikán Mitch McConnell, vydal 13. ledna 2021 prohlášení, že proces v Senátu nezačne dříve než po inauguraci zvoleného prezidenta Joe Bidena. Pokojné předání moci a zajištění bezpečného ceremoniálu inaugurace má absolutní prioritu. Samotné projednávání impeachmentu v minulosti zabralo Senátu 21 až 83 dnů a nelze očekávat, že by to současné mohlo být dokončeno v řádu dnů.
Pět právníků, kteří byli ochotni Donalda Trumpa během impeachmentu v Senátu obhajovat, rezignovalo na své funkce necelé dva týdny před stanoveným datem procesu. Trump po nich požadoval, aby nadále prosazovali jeho agendu o volebních podvodech a zmanipulovaných a ukradených volbách a odmítal uznat svou porážku. Dva nově povolaní právníci zakládají svou obhajobu na tom, že prezident po skončení své funkce už nemůže být obžalován a jeho proslov z 6. ledna, který podle obžaloby vyprovokoval útok na Kapitol, podléhá Prvnímu dodatku Ústavy o svobodě slova.
Dne 13. ledna 2021 oznámil vůdce republikánů v Senátu Mitch McConnell, že bude sám hlasovat pro osvobození Donalda Trumpa v tomto procesu (acquittal). Tím ukončil spekulace o svém postoji, které byly několik týdnů šířeny.
Dne 13. února 2021 byl Senátem exprezident Trump osvobozen.